# 格拉纳帕达诺奶酪
格拉纳帕达诺奶酪（義大利語：Grana Padano）是意大利所有經過精磨的特硬質芝士統稱，因此該國多個省份亦有出產這種芝士。格拉纳帕达诺奶酪重約24到40千克，被製成大塊狀，其外殼薄呈光亮的古銅色，芝士肉為深黃色，質地堅硬，切開時容易裂開。傳統上，格拉纳帕达诺奶酪都是磨碎成調味品，較少直接食用。